# Akadski jezik
Akadski (ISO 639-3: akk; lišānum akkadītum) je bio istočnosemitski jezik koji se govorio u drevnoj Mezopotamiji. Koristili su ga Asirci i Babilonci, pa se ponekad naziva i asirsko-babilonski, asirski ili babilonski.
Radi se o najstarijem zabilježenom semitskom jeziku. Pisao se klinastim pismom, koje se izvorno koristilo za zapisivanje sumerskog i koje je dešifrirano tek u 19. stoljeću.

## Vanjske poveznice
- The Akkadian Language  Arhivirana inačica izvorne stranice od 25. prosinca 2009. (Wayback Machine)
- Trenutačno izdanje Ethnolguea: kôd akk